# Cleidogona steno
Cleidogona steno är en mångfotingart som beskrevs av Shear 1972. Cleidogona steno ingår i släktet Cleidogona och familjen Cleidogonidae. Inga underarter finns listade i Catalogue of Life.